# Aeroporto Internazionale di Billings-Logan
L'Aeroporto Internazionale Billings Logan (ICAO: KBIL - IATA: BIL - FAA IDL : BIL) è un aeroporto civile statunitense situato a circa 3,2 km a Nord del centro urbano di Billings, nello stato del Montana. L'aeroporto serve gli abitanti dell'area metropolitana di Billings oltre che l'area centro-meridionale del Montana, l'area orientale dello stesso Stato ed il Nord del Wyoming.
Esso è servito da voli non regolari, non-stop da Chicago, Phoenix e Seattle. Esistono poi voli regolari non-stop per Denver International Airport (United Airlines e Frontier Airlines), Chicago O'Hare International Airport (United Airlines), Salt Lake City International Airport (Delta Connection), Minneapolis St. Paul International Airport (Northwest Airlines) e Seattle-Tacoma International Airport (Horizon Air).

## Storia
Il primo volo di cui si ha notizia a Billings avvenne nel 1912 e venne realizzato da un dentista del luogo, Frank Bell. Il volo avvenne su un aereo da lui costruito Curtiss 0-X-5.
Il primo volo ufficiale avvenne invece nel giorno del Memorial Day del 1913; preceduto da un grande e tornò a Billing per un percorso di circa 64,4 km. Questo storico viaggio venne immortalato, dal pittore J.K. Ralston in un quadro intitolato "Primoi viaggio", esposto nella hall dell'Aeroporto internazionale di Billings Logan.
Nel 1927, la comunità di Billings decise che era necessario un aeroporto. La città di Billings approvò il progetto e stanziò la somma di $5.000 ed un appezzamento di terreno per costruire una pista. Venne realizzata una pista lunga 555 m ed un piccolo edificio. I manufatti furono completati nel primo trimestre del 1928 e l'aeroporto venne aperto il 29 maggio dello stesso anno.
Dopo l'apertura dell'aeroporto, la Northwest Airlines fu la prima aerolinea importante ad istituire dei collegamenti nel 1933.
Fra le migliorie apportate negli anni vi fu l'installazione di luci lungo la pista nel 1935 fino al completamento della nuova torre di controllo nel 2005.
L'ampliamento del terminal venne realizzato nel 1958, 1972 e 1992. Nei primi mesi del 2006, vennero installati dei monitor per segnalare le modifiche in tempo reale degli orari delle partenze e degli arrivi.
IL nome dell'aeroporto passò da Aeroporto municipale di Billings a Campo Billings Logan nel 1957 e nel 1971 rinominato con il nome attuale.
L'aeroporto assunse la designazione "International" poiché collegava il Canada.